# 樊发稼
樊发稼（1937年—2020年12月6日），原名樊发家，笔名禾家、苗刚等，男，上海人，中国作家，中国作家协会全国委员会委员，全国优秀儿童文学奖得主。